# Zoroaster tenuis
Zoroaster tenuis är en sjöstjärneart som beskrevs av Percy Sladen 1889. Zoroaster tenuis ingår i släktet Zoroaster och familjen Zoroasteridae. Inga underarter finns listade i Catalogue of Life.